# Христо Стоянов (революционер)
Вижте пояснителната страница за други личности с името Христо Стоянов.
Христо Стоянов Урумов е български учител и революционер, деец на Вътрешната македоно-одринска революционна организация.

## Биография
Христо Стоянов е роден в 1873 година в гевгелийското село Мързенци, тогава в Османската империя. В 1894 година завършва с деветия випуск Солунската българска мъжка гимназия. Работи като български учител в Гевгели, а по-късно става главен учител Кавадарци. Влиза във ВМОРО. През декември 1899 година като учител в Богданци е съден при Валандовската афера. В 1901 година е арестуван при Солунската афера и е заточен в Подрум кале. Амнистиран през пролетта на 1903 година, Стоянов се връща в Гевгели и оглавява околийския революционен комитет. Участва в Илинденско-Преображенското въстание с четата на Аргир Манасиев.
След разгрома на въстанието емигрира в България и работи за Задграничното представителство на ВМОРО.
След Младотурската революция в 1908 година се връща в Османската империя и става деец на Съюза на българските конституционни клубове и е избран за делегат на неговия Учредителен конгрес от Гевгели.
В 1910 - 1911 е учител в Гевгели. 
В 1918/1919 година е учител в Струмишката гимназия.
Председател е на дружеството на Илинденската организация в Свети Врач. Умира на 15 януари 1923 година в Свети Врач.